# Chiesa di Santa Maria (Abbasanta)
La chiesa di Santa Maria (o Santa Maria delle Grazie) è un edificio religioso situato ad Abbasanta, centro abitato della Sardegna centrale. Consacrata al culto cattolico, fa parte della parrocchia di Santa Caterina d'Alessandria, arcidiocesi di Oristano.

La chiesa, edificata nella campagna in prossimità dell'abitato e oramai ad esso inglobata, risale al XVII secolo.